# 中韩文化之争
中韩文化之争是指21世纪以来中华人民共和国和大韩民国两国民间在一些文化的归属问题上的争议，引发两国民间厌恶情绪。

## 背景
中国和韩国同属汉字文化圈，文化交往的历史悠久。中国的许多文化传入韩国之后，在韩国也有了带有自身特色的发展。

## 案例

### 申遗
尽管韩国从未在UNESCO申请过饺子、筷子和汉字等通常认为起源于中国的项目为非物质文化遗产（或者其他遗产，如世界文化遗产），但出现了大量谣言。这些谣言通常是不理解UNESCO的有关规定导致的，认为“申遗=占为己有=版权注册”。
2007年12月12日，广州羊城晚报报业集团旗下的《新快报》推出了“中韩文化之争”系列报道，称韩国有人主张将风水、汉字、活字印刷等申请世界文化遗产，以及“韩国《朝鲜日报》报道孙中山是韩国人”，试图激发中国民族主义和反韩情绪。韩国联合通讯社、《东亚日报》《朝鲜日报》等媒体随即证明有关报道不实。

#### 韩国江陵端午祭申遗
2004年，韩国计划将江陵端午祭申报为联合国教科文组织非物质文化遗产。
同年4月2日，韩国方面邀请辽宁大学民俗学家乌丙安参加关于非物质文化遗产保护的研讨会，并参观江陵端午祭。乌丙安觉得中国对传统节日文化的保护不够，便给中华人民共和国文化部副部长周和平写信。4月16日，周和平在“中国民族民间文化保护工程试点工作交流会”上说：“有着悠久历史的端午节是中国的传统节日，如果国外申报成功，我们该有多么尴尬？我们还有何颜面去见列祖列宗？”
5月6日，《人民日报》发表评论《不要冷落了自己的传统节日》。该文章引发中国民间强烈反应，认为韩国将中国端午节文化据为己有。这是中韩之间发生的第一次大规模文化争议。
实际上，韩国江陵端午祭与中国端午节只是时间和名字一样，这是因为韩国的传统节日体系与中国基本相同。但江陵端午祭也并非与中国文化无关，它与中国的城隍巡游有关联。
2005年江陵端午祭申遗成功，促使中国开始重视保护端午文化。2007年，中华人民共和国国务院规定端午节放假一天。2009年，中国端午节成功申遗。

#### 泡菜争议
中韩两国都有制作泡菜的文化，具体制法有所区别。2013年，韩国“韩国泡菜制作与分享（英語：Kimjang, making and sharing kimchi in the Republic of Korea）”被列入联合国教科文组织人类非物质文化遗产名录。2013年和2021年，韩国官方先后两次将韩国泡菜（Kimchi）的中文标准译名确定为“辛奇”，与中国泡菜进行明确区分。
2020年11月，中国主导制定的四川泡菜（paocai）国际标准获国际标准化组织（ISO）认可，韩国没有参与标准制定工作。对此中国官方媒体《环球时报》评论，新标准证明中国成为“国际泡菜市场的行业标杆”，讽刺韩国作为“所谓‘泡菜宗主国’早已名存实亡”。韩国政府则回应，该标准不适用于韩国泡菜（Kimchi），Kimchi的国际标准已于2001年由联合国粮食及农业组织（FAO）国际食品标准委员会制定。
2021年1月9日，中国美食视频博主李子柒在YouTube发布一期视频，其中包含制作泡菜的内容，引发中韩网民争议“李子柒制作的是中国泡菜还是韩国泡菜”，有韩国网民质疑李子柒将韩国泡菜当作中国菜。事实上，李子柒在视频中展示的泡菜做法不止一种。

### 韩服争议
2020年11月1日，中国漫画家old先在Twitter发布了一组古风混搭服装的角色图。该图引来韩国网友批评，认为角色所戴的帽子是抄袭韩国传统服饰。同年11月4日，中国演员许凯在微博上传的剧服自拍被韩国网友认为是韩服，而编剧于正回应这是明朝的汉服，“被没文化的说成是韩服 ”。
中国开发商叠纸网络制作的换装手游《闪耀暖暖》于2020年10月29日在韩国上线。同年11月4日，游戏推出了一款混合了中国元素的韩服，引发争议，随后于11月6日关闭韩国服务器。韩国共同民主党议员李相宪（韓語：이상헌）称游戏公司的回应“荒唐”，一味谴责韩国玩家。
同年，韩国网民在社交媒体上发起“Korea-hanbok-challenge ”（韩服挑战活动），以此来传播“韩服是韩国传统服装”的信息。并有韩国网民将韩服与东北工程联系起来，认为中国试图将韩服据为己有。
2022年2月4日北京冬奥会开幕式上，一名身穿朝鲜族传统服饰的表演者作为中国少数民族代表出现在国旗传递环节。韩国舆论认为中方此举相当于主张韩服为中国文化，包括总统参选人尹锡悦、安哲秀、李在明在内的一些政界人士批评中国的“文化工程”，敦促政府采取反制措施。韩国一些娱乐明星在网上发布韩服照片，以表示抗议。。中国驻韩国大使馆回应：“中国朝鲜族和朝鲜半岛南北双方同宗同源，拥有包括服饰在内共同的传统文化，这些传统文化既是半岛的，也是中国朝鲜族的，所谓‘文化工程’‘文化掠夺’的说法完全站不住脚。”

### 流行文化抄袭争议
2018年，韩国放送通信委员会一份报告指出，中国大量综艺节目抄袭韩国，包括爱奇艺《偶像练习生》、湖南卫视《我家那小子》《亲爱的·客栈》《歌手》《向往的生活》、东方卫视《加油！美少女》《花样青春》、江苏卫视《一唱到底》《更好的声音》等。
2022年7月，韩国《东亚日报》报道中国电视剧《珍馐记》抄袭韩剧《大长今》，引发韩国舆论。

## 影响
文化争议引发了中韩两国民间的厌恶情绪。
根据新华社主办的《国际先驱导报》在2007年10月的一项民意调查，有40.1%的中国人称最讨厌的国家是韩国，超过占30.2%的日本。两国政府的决策也不可避免地受到这种厌恶情绪的影响。

## 观点
2011年，北京大学中文系民间文学教研室主任陈连山发表文章，认为中韩端午冲突的表层原因是中韩两国国民对于对方文化的误解，深层原因则是双方都有文化自我中心主义思想。
2022年，中国艺术研究院副研究员孙佳山发表文章称，中韩文化之争的激化，背后有韩国网络外交使节团等非政府组织的恶意推动，意在煽动中韩民间对立。
2023年，复旦大学韩国研究中心副主任邢丽菊认为：“在一种文化的发展过程中，初创者的确功不可没，但后来的改良者亦不能被抹去，初创者同样也应继续为之作出贡献。在对传统文化进行负责任、创新性的传承发展这一方面，韩国确有值得借鉴之处。”